# 허우엘 다
허우엘 다 압 카델(웨일스어: Hywel Dda ap Cadell: 880년경-948년)은 10세기 데헤이바르스의 왕으로, 당대에 웨일스 거의 전역을 정복했다. 그의 부친은 카델 압 로드리였고, 조부는 로드리 대왕이었다. 그 가계는 디네부르가에 속하며, 『캄브리아 편년사』 및 『울라 편년사』에 브리튼인의 왕으로 기록되었다.
허우엘은 다른 중세 웨일스 군주들에게 높은 평가를 받았다. 특히 웨일스 고유의 법체계를 집대성했다고 해서, 그 법을 허우엘법이라고 부른다. 그의 별호가 "선량왕"(웨일스어: Dda, 영어: the Good)이었음에서 볼 때 허우엘법은 공정하고 좋은 법으로 받아들여졌던 것 같다. 허우엘법은 처벌보다는 측은지심을 중히 여기고, 여러 가지 상식에 입각했으며, 여성의 권리를 인정했다고 평가받는다. 허우엘 다는 근대적인 기준으로도 학식이 높은 인물로서, 웨일스어, 라틴어, 영어에 모두 능숙했다.
2006년까지 웨일스 의회의 의사당으로 사용되었던 터 허우엘이라는 건물은 "허우엘관", "허우엘의 집"이라는 뜻으로, 허우엘 선량왕을 기리는 의미에서 그의 이름을 붙였다. 의사당이 신축된 뒤 이 건물은 청소년 토론장 겸 교육공간으로 활용되고 있다. 그 밖에 웨일스 서남부를 담당하는 허우엘 다 지역보건이사회 역시 그의 이름을 기린 것이다.